# Amarna-reform
Amarna-reform néven ismertek összefogó néven azok a vallási-kulturális változtatások, melyek az ókori Egyiptom XVIII. dinasztiájához tartozó Ehnaton fáraó uralma alatt (i. e. 1353–1336) zajlottak. A reform legfontosabb eleme Aton isten kultuszának bevezetése, majd kizárólagossá tétele, vagyis az egyistenhit bevezetése volt, de az óegyiptomi vallás, kultúra és mindennapi élet szoros egybefonódása miatt a valláson kívül sok más területre is kiterjedt. A reform és korszaka, az Amarna-kor az Ehnaton által emelt új főváros, Ahet-Aton helyének mai nevéről (El-Amarna) kapta nevét.

## Vallás
Aton neve korábban a Napot, mint égitestet jelentette, ebben az értelmében már az középbirodalom idején előfordul. Ehnaton apja, III. Amenhotep uralkodása alatt egyre nagyobb jelentőségre tett szert, a fáraót számos alkalommal hasonlították feliratain a Naphoz. Ehnaton uralkodása alatt Aton jelentősége gyorsan növekedett: eleinte Ré egy formájának tekintették és akként is jelenítették meg, sólyomfejű emberalakként, ezt azonban nem sokkal később felváltja a kezekben végződő sugarú napkorong ábrázolása. A napkorong az ankhot, az élet jelét tartja kezeiben, jelezve, hogy ő ad életet mindennek. Ehnaton az 5. évben kezdte építtetni új, kizárólag Atonnak szentelt fővárosát, Ahet-Atont, a 9. év körül pedig az újonnan felemelkedett isten tisztelete minden korábbi istenét kiszorította, a fáraó parancsba adta a többi isten – különösen a korábbi főisten, Ámon – nevének és képeinek eltüntetését, de még a többes számban szereplő istenek szót, sőt, az istenek nevére hasonlító hieroglifákat is ki kellett vakarni a feliratokról.
Aton teljes neve Ehnaton uralkodásának első nyolc évében „Él Harahti, ujjong ő a Fényhegyen az ő Su nevében, aki Aton”. A tizenkettedik évre a név megváltozott, a más istenekre tett minden utalás eltűnik belőle: „Él Ré, a Két Fényhegy ura, ki örvend a horizonton az ő megjelenésében mint Ré, az atya, aki visszatér, mint Aton”. Aton teljes nevét kettős kártusba írták; korábban ez istenek nevére nem volt jellemző. Ez utalhat arra, hogy Ehnaton istenét tekintette Egyiptom tényleges uralkodójának, ő pedig Aton nevében kormányzott. Az is lehetséges, hogy Aton alakja egybemosódott az elhunyt III. Amenhotepével, Ehnaton ugyanis trónra lépése után a 3. évben megünnepelte a szed-ünnepet – amennyiben nem volt III. Amenhotep és fia közt társuralkodás, ez jelentheti azt is, hogy az Atonná vált III. Amenhotep továbbra is Egyiptom uralkodójának számított, és az ünnep, melyet nagyjából abban az időben rendeztek meg, amikor az ő negyedik szed-ünnepének kellett volna lennie, neki szólt.

## Építészet
Radikális újításként Ehnaton a templomok teljes szerkezetét megfordította: nem a napos előudvarból lehetett eljutni az egyre sötétebb, egyre elrejtettebb helyiségeken át a szentélyig, melyben istenszobor állt, hanem árnyékos bejárattól lehetett eljutni a templom nyitott tetejű belsejéhez, ahol kőoltárok százai álltak.
Az építkezés meglehetősen gyorsan zajlott egy új építési technikának köszönhetően: az épületeket kis, 60×25 cm-es téglákból emelték. Az Amarna-kor után felhagytak ezzel az építési móddal, mert az így emelt épületek kevésbé bizonyultak tartósnak és szétszedni is könnyebben lehetett őket.

## Művészet
Mind az isten teljes neve, mind az Ay amarnai sírjában fennmaradt Aton-himnusz, melyet valószínűleg maga Ehnaton írt, összefoglalja az új vallás lényegét. Aton a teremtő isten, aki a napkorong formájában jelenik meg, ő teremtette és tartja fenn az egész világot (nem csak Egyiptomot). Saját magát a fáraó továbbra is kapocsnak tekintette ég és föld között; a himnusz befejező sorai szerint Atont igazán csak ő és Nofertiti ismeri.

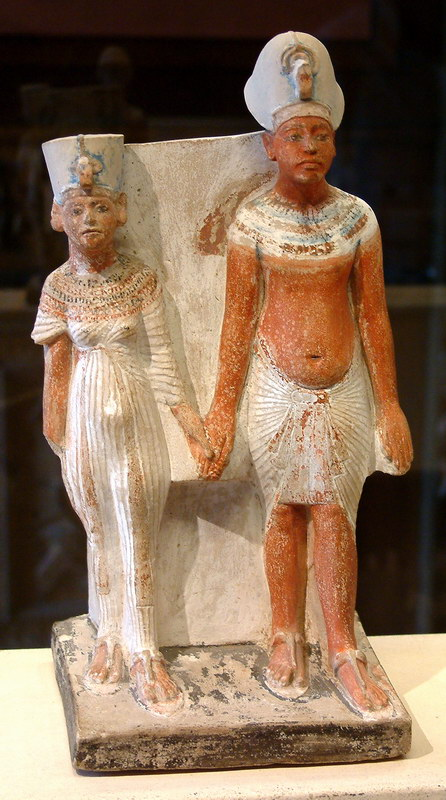
Ehnaton és Nofertiti szobra egy magánkápolnából

A művészet szorosan összefüggött a vallással. Az Ehnaton uralkodására jellemző művészet Ahet-Atonban fejlődött ki teljesen, jellemzője a könnyed természetesség, a néha már eltúlzott naturalizmus. A királyi családot, akiket mindaddig formális, merev pózban ábrázoltak, most mindennapi tevékenységeik közepette jelenítik meg a képeken: Ehnaton és Nofertiti gyermekeikkel játszanak, kocsin hajtanak át a városon, Atonnak áldoznak vagy híveiknek osztanak jutalmat a „megjelenések ablakából”, a város főútja fölött átívelő, a palota két részét összekötő fedett híd ablakában állva. A falakat és oszlopokat élénk színekkel festett, vidám természeti jelenetek díszítik, madarak, növények, halak és egyéb állatok képei. Bek, az egyik ahet-atoni szobrász hangsúlyozza, hogy az új művészeti stílusra maga a fáraó tanította meg a mesterembereket.
Az újfajta ábrázolásmód minden naturalizmusa ellenére sem volt mentes némi szimbolizmustól. Ehnatont szobrain gyakorta ábrázolják széles csípővel és más nőies jegyekkel; lányainak koponyaformája erősen nyújtott. Számos feltevés született arról, mi okozhatta ezeket a deformitásokat. Ehnaton feminin jellegű ábrázolásmódját egyesek betegségnek (kötőszöveti Marfan-szindróma, Fröhlich-szindróma vagy valamilyen endokrin zavar), mások genetikai aberrációnak (pl. hermafroditizmus). Ez esetben persze kérdéses, hogy lehetett volna számos gyerekének az apja. Valószínűbb, hogy az ábrázolások oka nem betegség volt, hanem Ehnaton vallási elképzelésének részét képezték. A fáraó Aton gyermeke és az ő képviselője a földön, maga Aton, a teremtő isten egyszerre az emberiség apja és anyja, egyetlen istenként ő a férfi és női princípium egyben. Ezt földi képviselőjének képein is tükrözni kell. Más szobrok, amelyeket magánházakban találtak, eme eltúlzott vonások nélkül ábrázolják Ehnatont. A hercegnők nyújtott fejformája  képeken és szobrokon valószínűleg a tojásra, a teremtés egyik szimbólumára utalt, nem pedig a valóságot tükrözi; az Amarna-kor lezárultával Ehnaton harmadik lányát, Anheszenpaatont már torzítatlan fejformával ábrázolják, ellentétben azzal, ahogy apja életében.
A reformok egy másik fontos területet is érintettek: az egyiptomi írást. Míg a beszélt nyelv Egyiptom hosszú történelme alatt folyamatosan változott, az írás már korán rögzült, és a XVIII. dinasztia idejére már lényegesen eltért egymástól az írott és a beszélt nyelv. Ehnaton uralkodása alatt a beszélt nyelv vált az írás nyelvévé.

## A reformok következményei

### Társadalmi következmények
Egyiptom vallási rendszere olyan régi, mint kultúrája. Ilyen körülmények között elég nehezen képzelhető el, hogy mélyen gyökerező hitet egyetlen reformsorozattal meg lehet rendíteni.
Bár az új isten tisztelete „egyszerűbb” (szertartási szinten) volt, mint „elődeié”, ez a hit mégsem terjedt el a köznép körében. Ez nagyrészt annak köszönhető, hogy az Amon-papság és -hit nem szűnt meg, hanem föld alatti szervezetként tovább működött. Az írástudó és művelt papság pedig kihasználta a köznép egyszerű hitvilágát. Föld alatt szervezkedve mondhatni megmaradt a kapcsolat az egyszerű közember és a mindent uraló Amon-papság között, a papok így gyakran félemlítették meg a társadalom alacsonyabb rétegeit egyszerű szemfényvesztéseikkel.

### Gazdasági következmények
A szintén tradicionálisan felrajzolható gazdasági ábra közepén lényegében mindig az épp legtekintélyesebbnek „elfogadott” isten templomait találhatjuk meg. Ezek uralták a gazdasági élet minden területét az újraelosztástól kezdve a pénzügyekig.
A hosszú ideje „regnáló” Amon idejében ez a rendszer olyan komplexszé és központosítottá vált (a fáraó kincstára is az Amon-papok igazgatása alatt állt), hogy annak megbontása már rövid távon is nagyon káros következményekkel járt. Bár a templomok bezárásával a fáraó hatalmas vagyonra tett szert, azt nem értéktermelő beruházásokba fektette be, hanem például Ahet-Aton építkezésébe. A papságtól elkobzott földeket pedig sokszor képzetlen munkaerő rendelkezésére bocsátotta. A hódítások, zsákmányoló hadjáratok hiánya pedig csak tovább súlyosbította a reformok következtében kialakuló gazdasági- és élelmezési válságot.